# SN 2003fx
SN 2003fx – supernowa odkryta 24 maja 2003 roku w galaktyce A141942+5215. W momencie odkrycia miała maksymalną jasność 23,60m.